# Xã Crawford, Quận Osage, Missouri
Xã Crawford (tiếng Anh: Crawford Township) là một xã thuộc quận Osage, tiểu bang Missouri, Hoa Kỳ. Năm 2010, dân số của xã này là 4.445 người.